# Vizualni tezaurus

## Uvod
Vizualni tezaurus je interaktivni rječnik koji stvara zemljovide s riječima (engl. Mind maps) ispunjene značenjima i povezane s drugim riječima. Njegov inovativni izgled potiče istraživanje i razvija volju za učenjem te pomaže da shvatimo jezik na novi način. Vizualni tezaurus sadrži preko 145 000 riječi na engleskom jeziku i 115 000 značenja.

## Korištenje vizualnog tezaurusa

### Traženje pojedine riječi
Najprije moramo željenu riječ utipkati u prozor za pretragu. Zatim kliknemo na Pretraži (eng. Look it up).
Riječ koju smo tražili (npr. pen) bit će u sredini prostora i bit će okružena riječima i značenjima s kojima je povezana.

### Odabiranje nove riječi
Da bismo izabrali novu riječ umjesto stare, moramo kliknuti na jednu od ponuđenih zamjenskih riječi. Tada ta riječ dolazi u sredinu prostora.

### Slušanje izgovora riječi
Kada riječ u sredini prostora ima mogućnost izgovora, tada se pokraj nje nalazi ikona zvučnika. Klikom na tu ikonu, možemo čuti pravilan izgovor te riječi.

### Ponuđene riječi
Ako napravimo pogrešku pri pisanju neke riječi i ista nije pronađena u rječniku tezaurusa, pokazat će nam se padajući izbornik u kojem se nalaze sve riječi sličnog sastava. 

### Mijenjanje konteksta
Desnim klikom na zamjensku riječ ili značenje pojavit će se padajući izbornik s raznim radnjama koje mogu biti napravljene na toj riječi.
- Izgovori riječ – omogućuje nam da čujemo pravilan izgovor riječi
- Pretraži internet – možemo tražiti riječi slične onoj koju trebamo
- Traži slike – možemo tražiti slike povezane s našom riječi
- Proširi izbor – proširuje prostor kako bi uključio što više zamjenskih riječi
- Stavi u sredinu – možemo izabrati zamjensku riječ i staviti je u sredinu

Mnoge riječi imaju višestruko značenje (engl. Meaning) koje tezaurus poistovjećuje s individualnim točkama koje se spajaju u riječi (npr. pen).
Riječ pen ima 6 značenja od kojih su 5 imenice, a 1 glagol. Zbog toga su točke različitih boja.

### Liste značenja
Značenja su podijeljena u 4 dijela govora: imenice, glagole, pridjeve i prijedloge. Svaki dio govora je označen bojom i može se isključiti po potrebi.

## Mogućnosti
Vizualni tezaurus nam omogućava da usavršimo engleski jezik, korištenjem što više riječi. Također nam pomaže u poboljšanju gramatike i razvijanju vokabulara.